# تسک شکم‌توسی
تِسِک  شکم‌توسی (نام علمی: Tesia olivea) نام یک گونه از سرده تسک‌ها است.